# Battista di Gerio
Battista di Gerio, o Battista da Pisa (Pisa, 1350 circa – Pisa, 1420 circa), è stato un pittore italiano.

## Biografia
Fu pittore pisano di nascita, documentato fra Pisa e la lucchesia dal 1414 al 1418. La sua opera è di ambito tardogotico, ma influenzata della nuova cultura figurativa fiorentina degli inizi del Quattrocento.

## Opere
Di lui ci rimangono:
- Trittico della pieve di Camaiore
- Trittico di San Quirico (tempera su tavola) realizzato nel 1417 per la chiesa lucchese di San Quirico all'Olivo, oggi smembrato fra il Philadelphia Museum of Art (la tavola centrale con la Madonna e il Bambino), il Musée du Petit Palais di Avignone (tavola sinistra con i Santi Rossore e Luca e figura di committente) e il Museo Nazionale di Villa Guinigi a Lucca (tavola destra con i Santi Quirico e Giulitta e Sisto papa)[1]
- Sant'Agostino vescovo (1415) (tempera e foglio oro su tavola), Galleria Altomani & Sons, Pesaro[2]
- Beato Giovanni della Pace (tempera e foglia oro su tavola), Museo Nazionale di San Matteo, Pisa[3].

## Galleria d'immagini

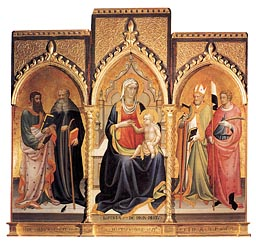
Battista di Gerio, Madonna col Bambino e Santi, Camaiore, 1418
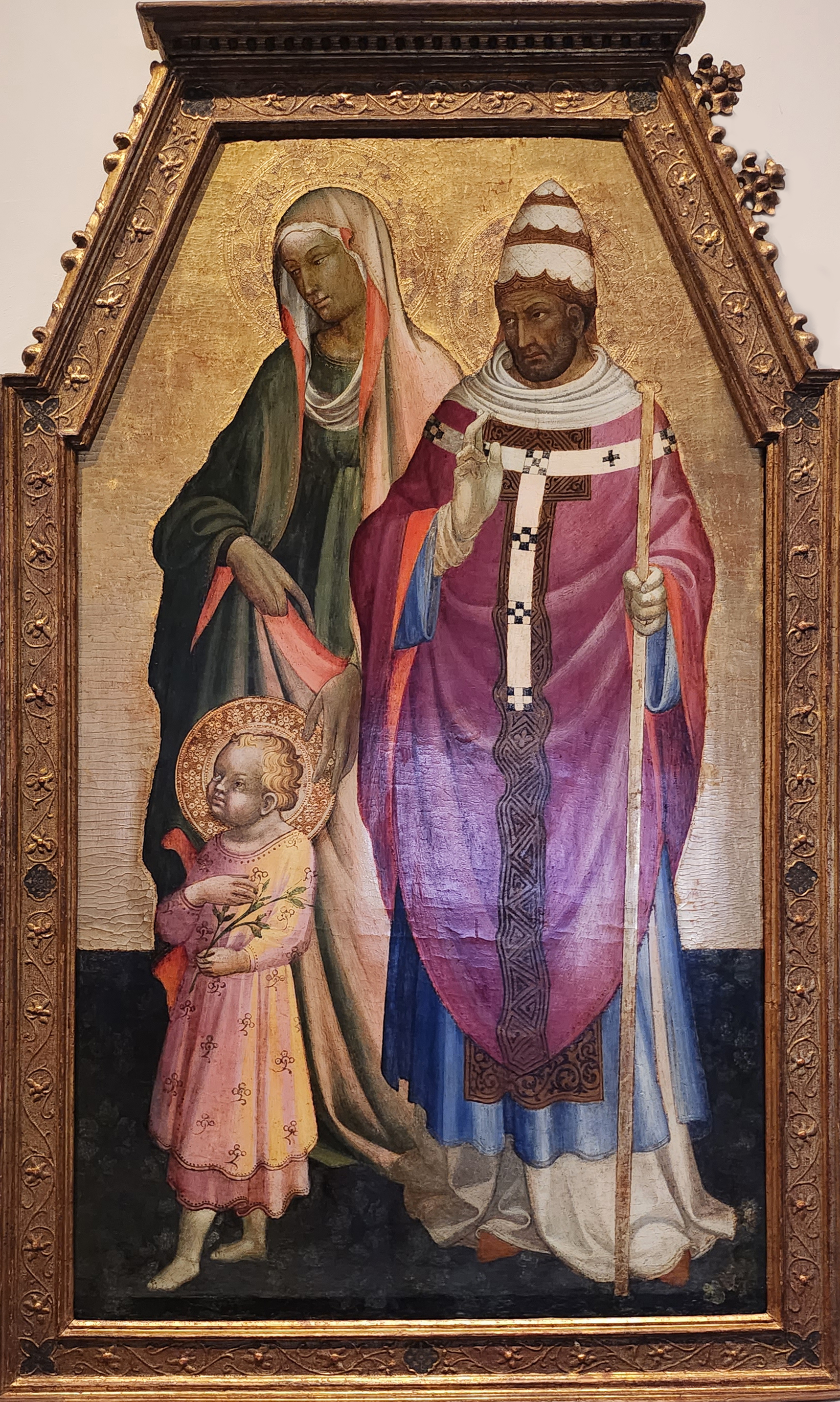
I santi Quirico, Giulitta e Sisto papa, Museo Nazionale di Villa Guinigi di Lucca